# Patyna

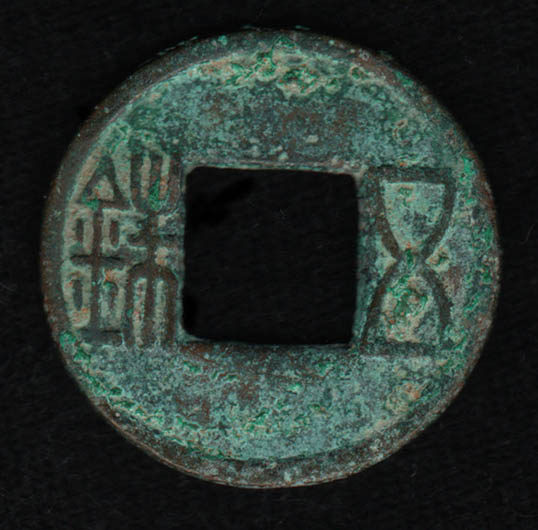
Chińska moneta z I w. pokryta patyną

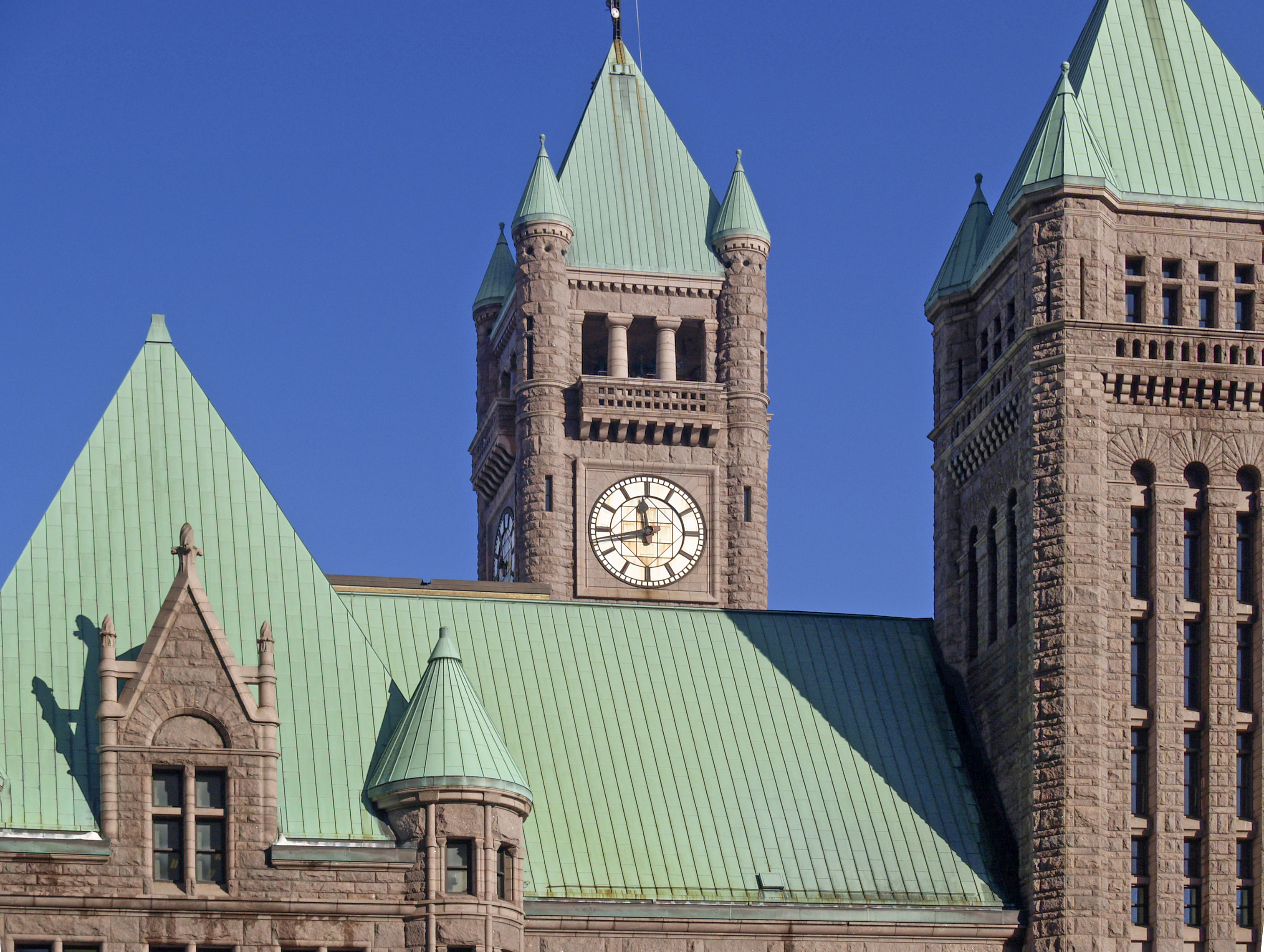
Spatynowany miedziany dach budynku Urzędu Miasta w Minneapolis

Patyna, śniedź, grynszpan szlachetny – produkt korozji atmosferycznej miedzi i jej stopów w wilgotnym powietrzu. Powierzchniowa warstwa patyny tworzy powłokę koloru od jasnozielonego do szarozielonego. Jej głównym składnikiem (przy powstawaniu w niezanieczyszczonej atmosferze) jest węglan hydroksomiedzi(II) – [Cu(OH)]2CO3. Patyna jest powłoką trwałą, jako ostatni etap procesu pasywacji. Cały proces pokrywania się powierzchni metalu nalotem patyny w normalnych warunkach atmosferycznych trwa kilkadziesiąt lat, choć pierwsze objawy mogą zacząć pojawiać się już po kilku miesiącach.
Sztuczne patynowanie można wykonać również metodami chemicznymi, np. w celach ozdobnych. Można to zrobić, zanurzając przedmioty w roztworze siarczanu amonu na 12 godz. i potem susząc je na wolnym powietrzu. Na dużych, odkrytych powierzchniach patyna jest zjawiskiem pożądanym, traktowanym jako trwała powłoka ozdobna – np. na dachach krytych miedzianą blachą, oraz na pomnikach z brązu lub spiżu (zob. np. Statuę Wolności).
Patyna powstająca w atmosferze zawierającej dwutlenek siarki zawiera także siarczan hydroksomiedzi(II) – [Cu(OH)]2SO4, a jej powłoka nie stanowi wtedy ochrony przed dalszą korozją.